# Aarne Michaël Tallgren
Aarne Michaël (Mikko) Tallgren, född 8 februari 1885 i Ruovesi, Finland, död 13 april 1945 i Helsingfors, var en finländsk arkeolog. Han var bror till Oiva Johannes Tuulio och Anna-Maria Tallgren.

## Karriär
A. M. Tallgren tjänstgjorde vid Arkeologiska kommissionen vid Nationalmuseet i Finland 1906–1920, blev filosofie doktor 1914 och docent i ural-altaisk arkeologi vid Helsingfors universitet 1919, professor i arkeologi vid Dorpats universitet 1920–1923 (ersattes av den svenske arkeologen Birger Nerman, som höll tjänsten 1923–1925) och den förste innehavare av professuren i Finlands och de nordiska ländernas arkeologi vid Helsingfors universitet 1923.
Tallgren var internationellt sett i början av 1900-talet en av Nordens mer kända arkeologer, banbrytande i sin forskning om östra Ryssland och västra Sibirien. Redan åren 1908–1909 var han verksam i Ryssland, då han bland annat sistnämnda år reste längs floderna Kama och Volga, vilket 1911 resulterade i avhandlingen Die Kupfer- und Bronzezeit in Nord- und Ostrussland 1. 1915 återkom han till Ryssland och denna gång till Enisejskis guvernement där han inriktade sig nu på kulturmiljöerna på båda sidor av Uralbergen. Ännu idag anses dessa studier och arkeologiska utgrävningar såsom de bästa från denna region. Ryska revolutionen kom dock att bryta vidare möjligheter till en fördjupning i ämnet, även om han på 1930-talet återbesökte det land som då hade fått namnet Sovjetunionen, en resa som han har beskrivit i en reseskildring.
A. M. Tallgren grundade 1926 tidskriften Eurasia Septentionalis Antiqua (som utkom i 12 nummer mellan 1926 och 1938). I sin ungdom gjorde han även forskningsresor, men då till museer och bibliotek, i bland annat London och Paris.

## Kontinuitet, diffusion och immigration
1912 lanserar Tallgren hypotesen att Mälaryxor i Centralryssland (Kama-Volgaområdet) kunde ses som ett uttryck för en stark svensk expansion, som influerade den centralryska bronsålderskulturen. Nyare forskning poängterar att de kan uppfattas som den textilkeramiska kulturens yxtyp. Kontakten kan ha etablerats vid denna kulturs västgräns, i mellansvensk och finsk miljö. Istället för att indicera svensk expansion utgör de ett exempel på diffusion. 
Frågan om den västfinska bronsålderskulturens karaktär, kulturförhållanden och etniska grundval har länge varit föremål för en diskussion som i huvudsak har gällt den skandinaviska bronsålderns andel i kulturutvecklingen. Medan Tallgren lanserade hypotesen om att kustzonens bronsålderskultur måste ses som ett resultat av en direkt skandinavisk kolonisation, har Aarne Äyräpää och Carl Fredrik Meinander förfäktat åsikten att bronsåldern i sydvästra Finland i allt väsentligt avspeglar en kulturutveckling på inhemsk grund. Bägge har emellertid räknat med individuell immigration som ej gett upphov till egna samhällen. 
A. M. Tallgrens syster Anna-Maria Christina Tallgren (1886–1949) var litteraturforskare, kritiker och översättare; Helsingin Sanomats litteraturkritiker 1910–1925; essäist och kännare av skandinavisk och fransk litteratur, gift med Erkki Kaila 1944. 
Ella Kivikoski publicerade 1954 en minnesskrift på engelska om Tallgren, vilken översattes till finska 1960.

## Publikationer
- Sägner och fornminnen från Kakskerta och Satava (1902) (I "Finskt Museum" 1902:4)
- Tre nya bronsåldersfynd från Finland (1906) (I "Suomen Museo – Finskt Museum" 13:42–48)
- Die kupfer- und bronzezeit in Nord- und Ostrussland I (1911)
- Untamalan kalmisto (1914). (I "Suomalais-Ugrilaisen Seuran Toimituksia" 35(15):1–9)
- Collection Zaoussaïlov au Musée historique à Helsingfors I (1916)
- Collection Tovostine des antiquités pré-historiques de Minoussinsk. Chapitres d'archéologie sibérienne (1917)
- Collection Zaoussaïlov au Musée historique à Helsingfors II (1918)
- Varsinais-Suomen pitkin ja poikki (1918)
- Uépoque dite d'Ananino dans la Russie orientale (1919) (I "Finska fornminnesföreningens" tidskrift)
- L'âge du cuivre dans la Russie centrale (1920) (I "Finska fornminnesföreningens" tidskrift)
- Zur einwanderung der esten (1921) (I "Sitzungs-berichte der Gelehrten estnischen gesellschaft" 1921)
- Zur archåologie Eestis (1923) (I "Acta universitatis Dorpatensis", 1923)
- Suomen muinaisuus (1931) (I "Suomen historia I")
- Varsinais-Suomen esihistoria (1931) (I "Varsinais-Suomen historia I")
- Suomen skandinaavisesta pronssikaudesta (1937) (Föredrag för "Finlands Vetenskapsakademis" möte 25 januari 1937, publicerat i ”Societas Scientiarum Fennica, Vuosikirja XV, B5”.)
- Ethnogenesis (1939) (I ”Historian aita IX”)